# Seznam bojnih pušk
Seznam bojnih pušk.

## Seznam

### B
- Beretta BM59 (Italija)

### F
- FG 42 (Tretji rajh)
- FN FAL (Belgija)

### H
- Heckler & Koch G3 (Nemčija)
- Heckler & Koch MP5 (Nemčija)
- Heckler & Koch UMP (Nemčija)

### M
- M1 Garand (ZDA)
- M14 (ZDA)

### S
- SVT-40 (Sovjetska Zveza)